# Steatomys pratensis
Steatomys pratensis, o rato-gorducho, é uma espécie de roedor da família Nesomyidae.
Pode ser encontrada em Angola, Botswana, Camarões, República Democrática do Congo, Malawi, Moçambique, Namíbia, África do Sul, Tanzânia, Zâmbia e Zimbabwe.
Os seus habitats naturais são: savanas áridas e campos de gramíneas subtropicais ou tropicais húmidos de baixa altitude.